# Pholcus chappuisi
Pholcus chappuisi är en spindelart som beskrevs av Fage 1936. Pholcus chappuisi ingår i släktet Pholcus och familjen dallerspindlar.
Artens utbredningsområde är Kenya. Inga underarter finns listade i Catalogue of Life.